# Віялочна
Ві́ялочна (рос. Веялочная, башк. Веялочный) — присілок (у минулому селище) у складі Дюртюлинського району Башкортостану, Росія. Входить до складу Ангасяківської сільської ради.
Населення — 189 осіб (2010; 195 у 2002).
Національний склад:
- башкири — 42 %
- росіяни — 31 %

Стара назва — селище Віялочного Завода, Віялочний Завод.